# Gethyllis
- Commons
- Wikispecies

Gethyllis L. é um género botânico pertencente à família Amaryllidaceae.

## Sinonímia
- Klingia

## Espécies
- Gethyllis acaulis
- Gethyllis afra
- Gethyllis angelicae
- Gethyllis barkerae
- Gethyllis bivaginata
- Lista completa

## Classificação do gênero
| Sistema | Classificação                       | Referência               |
| ------- | ----------------------------------- | ------------------------ |
| Linné   | Classe Dodecandria, ordem Monogynia | Species plantarum (1753) |